# تطهير المياه

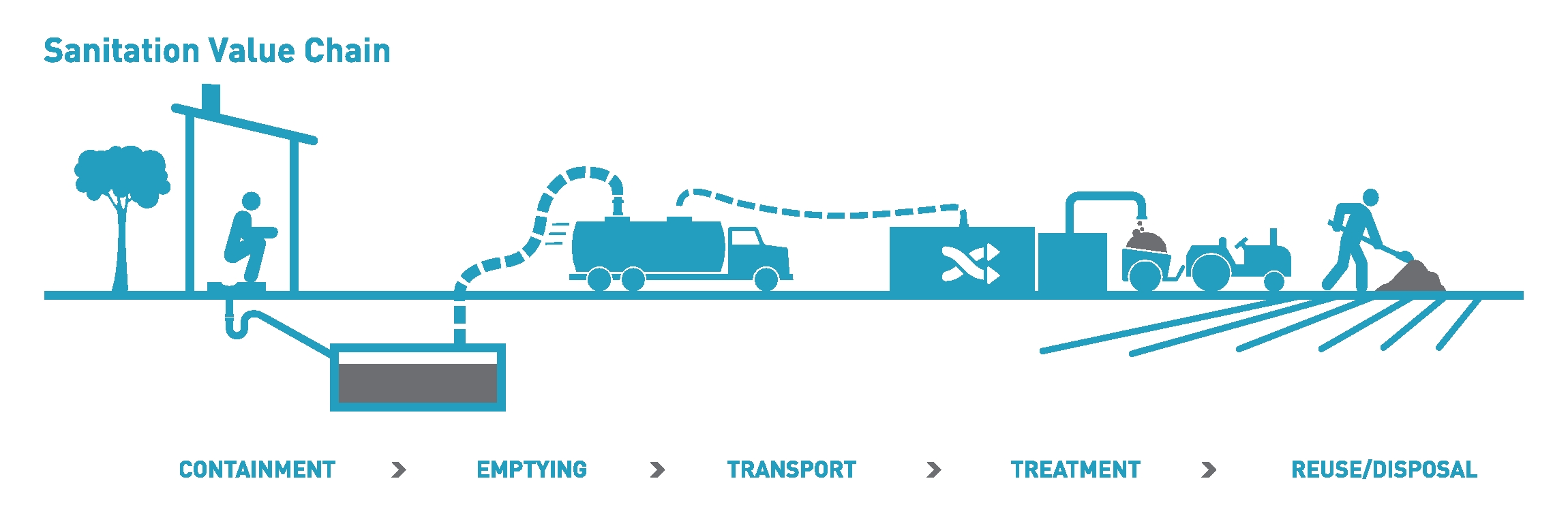

تطهير المياه هي العملية التي يتم فيها قتل الأحياء الدقيقة والفيروسات المسببة للأمراض أو تعطيل آلية عملها أو حتى إزالتها. وهذه العملية خاصة بمعالجة مياه الشرب إذ أنها لا تقتل جميع الأحياء المتواجدة في المياه. وفي معظم البلدان يُطلب من إمدادات المياه العامة الحفاظ على مستوى معين من التعقيم في جميع أنحاء نظام التوزيع والذي يُتوقع أن تبقى المياه فيه لعدة أيام قبل أن تصل إلى المستهلك. وبعد إدخال أي مادة كيماوية معقمة، تُخزن المياه في خزانات خاصة مؤقتة وتُعرف بخزان التطهير وذلك للسماح للمادة الكيميائية المضافة اتمام عملية التعقيم. وكثيرا ما يشير المصطلح ضمنيا إلى اللوازم الصحية المصاحبة للمياه الطاهرة.

## طرق تطهير المياه
تنقسم طرق التعقيم (من حيث مبدأ العمل) إلى قسمين وهما:
1. طرق كيميائية: أهمها الكلور والأوزون وثاني أكسيد الكلور والكلورامين
2. طرق فيزيائية: أهمها الحرارة والأشعة فوق البنفسجية[1]

## آلية عمل التطهير
للتطهير آليتان وهما:
1. تدمير البنية الخلوية
2. التداخل مع الأنشطة الأيضية وصنع البروتين

وفي مجال تطهير المياه يتم عادة الجمع بين الآليتين

## عوامل تلعب دوراً في عملية تطهير المياه
هناك عوامل تلعب دورا في عملية تطهير المياه وهي:
- نوع الكائنات الدقيقة: فبعض الأحياء الدقيقة يستطيع تحمل مواد التطهير بتراكيز أكبر من غيرها
- نوع المعقم: فبعض المعقمات تأثيرها أضعف من الآخر
- تركيز المادة المطهرة: كلما زاد التركيز، كلما كان التطهير أقوى (يوجد نسبة قصوى لكل مادة)
- فترة تفاعل المطهر: بعض المواد المطهرة تتفاعل ببطء أكثر من الأخرى
- جودة المياه: وذلك بحسب العوامل التالية:

1. مستوى التعكر أو (العكارة: فوجود الجسيمات الدقيقة يمكن أن يحمي الكائنات الحية الدقيقة ويعرقل عمل المادة المطهرة. فينبغي أن لا يتجاوز مستوى العكارة 0.5
2. وجود المواد العضوية الطبيعية (NOM): فوجودها يعني استهلاك أكبر للمواد المعقمة (يؤدي أيضاً إلى إنتاج مواد تعرف بمخلفات التطهير (DBP))
3. درجة الحموضة: درجة حموضة المياه تؤثر على عمل المادة المطهرة، فعند تحول الوسط إلى الحمضي أو القاعدي فإن المادة المطهرة، تتحول من شكل إلى آخر وبالتالي فإن فعاليتها تقل (على سبيل المثال، حمض تحت الكلور، HOCl)
4. درجة الحرارة ومدى توزيعها ومعدل التفاعل

## مقنن تطهير المياه
هناك منظمات عالمية قننت تطهير المياه وذلك لضمان عدم زيادة أو نقصان الجرعة، وأشهرها:
- الوكالة الأميركية لحماية البيئة (EPA)[2]
- منظمة الصحة العالمية (WHO) [3]
- المنظمة الدولية للمقاييس (ISO) [4]

وتنص أغلب اللوائح على أن تطهير المياه يجب أن يكون على أس لوغاريتمي 4 للفيروسات (أي ما يعادل 99.99%) و3 للجياردية اللمبلية (أي ما يعادل 99.9%)

## مراحل تطهير المياه
لتطهير المياه مرحلتين وهما:
- المرحلة الأساسية: ويتوصل إليها عادة بواسطة الجمع بين الترشيح والأكسدة الكيميائية
- المرحلة الثانوية: للمحافظة على المرحلة الأولية والمحافظة على خلو المياه من مسببات الأمراض حتى تصل إلى المستهلك عن طريق نظام التوزيع

## المواد المستخدمة في تطهير المياه
تنقسم المواد المستخدمة للتعقيم إلى قسمين وهما مواد كيميائية ووسائل فيزيائية، وفيما يلي ملخص عن كل منهما

### تطهير المياه بالمواد الكيميائية
أشهر هذه المعقمات هو الكلورين أو غاز الكلور أو الكلور (CL2) وهو عبارة عن غاز أصفر مخضر سام (انظر الكلور). وهو فعال جدا لإزالة كل مسببات الأمراض الجرثومية تقريبا، وهو ممتاز لكلا المرحلتين. قيود استعماله: غاز الكلور قاتل حتى ولو كان بتركيزات منخفضة تصل إلى 0.1 في المئة الهواء من حيث الحجم. فيجب الحرص في التعامل معه.
هيبوكلوريت الصوديوم أو الكالسيوم: هو أسهل من التعامل مع الكلور الغازي، والأول (أي هيبوكلوريت الصوديوم) أسهل من نظيره هيبوكلوريت الكالسيوم.
والعنصر الفعال هو الهيبوكلوريت أو (ClO−). أما قيوده فهي أن هذا العنصر يسبب التآكل بشكل سريع، فيجب أن يتم تخزينه برعاية شديدة وأن يبقى بعيدا عن المعدات التي يمكن أن تتضرر من جراء التآكل. ومحلول هيبوكلوريت تتحلل بسرعة فلا ينبغي أن تكون مخزنة لأكثر من شهر واحد. يجب أن تكون مخزنة في مكان بارد ومنطقة جافة ومظلمة.
أما هيبوكلوريت الكالسيوم عند تعبئتها تكون مستقرة جدا، مما يسمح ببقائها لمدة سنة. أما قيودها فهي كنظيرتها هيبوكلوريت الصوديوم بالإضافة إلى أن لها رائحة نفاذة. ويجب أن يبقى هذا العنصر بعيدا عن المواد العضوية مثل الخشب والقماش، والمنتجات البترولية لأنه يمكن لهذه التفاعلات أن تولد حرارة كافية للتسبب في نشوب حريق أو انفجار. كما أنها تمتص الرطوبة بسهولة وتشكل غاز الكلور. لذا، لا بد من تفريغ حاويات شحن أو إغلاقها تماما بعناية.
الكلورامين أو بالإنجليزية (Chloramines) وهو ما يعرف بكلورات الأمونيوم (NH2CL): وهو مادة معقمة تنتج مخلفات تطهير أقل من نظيراتها من المواد الكيميائية. يتم تصنيع الكلورامين في الموقع. وعادة، هو فعال بنسبة 99% في غضون دقائق قليلة (أي أن زمن التعقيم قصير بالنسبة لنظائره من مشتقات الكلور). ومن مشاكله أنه معقم ضعيف. وهو أقل بكثير فعالة ضد الفيروسات أو الطفيليات من الكلور الحر، لهذا السبب يعتبر مادة مناسبة للاستخدام كمطهر لمنع إعادة النمو الثانوية البكتيرية في نظام التوزيع. ومن مشاكله أيضا أنه تحت عوامل معينة يكون ثلاثي كلوريد النيتروجين وهو مادة سامة وقاتلة للإنسان ويضفي طعما ورائحة بغيضين إلى الماء.
الأوزون: وهو غاز يستخدم للتعقيم، من مزاياه أنه يتطلب وقتا أقصر لاتمام العملية ويتطلب جرعات قليلة، ويستخدم على نطاق واسع كوسيلة تعقيم أساسية في أجزاء كثيرة من العالم، وهو لا ينتج مواد عضوية مهلجنة مباشرة (من مشتقات مخلفات التعقيم) إلا إن تواجدت أيونات البروميد. وأما قيود استعماله أنه غاز غير مستقر ويجب أن يتم تصنيعه في الموقع. كما أنه يلزم في هذه الحالة وجود معقم ثانوي (كالكلور)، لأن الأوزون لا يمنع عملية إعادة تكاثر البكتيريا ولا يحافظ على المياه معقمة لفترة طويلة كنظيرات الكلور.

### التعقيم بالوسائل الفيزيائية
أحد أشهر العمليات هي غليان الماء ولكنها مكلفة ويجب أيضا وضع معقم ثانوي
ومن العمليات الحديثة حاليا هي التعقيم بالأشعة فوق البنفسجية (UV): وهي تدمر بشكل فعال البكتيريا والفيروسات عن طريق تغيير الحمض النووي فيها فتمنعها من التكاثر. وكما هو الحال مع الأوزون، لا بد من استخدام معقم ثانوي لمنع إعادة نمو الكائنات الحية الدقيقة. الأشعة فوق البنفسجية يمكن أن تكون جذابة كمعقم أولي لأنظمة صغيرة للأسباب التالية:
- أنها متاحة بسهولة
- أنها لا تنتج مخلفات سامة
- يتطلب فترات اتصال قصيرة
- سهولة التشغيل والصيانة

القيود: من المشاكل المعروفة أن هذه الأشعة قد لا تعطل الجياردية اللمبلية أو الكريبتوسبوريديوم. ويجب أن تستخدم فقط من قبل أنظمة المياه الجوفية التي لم تتأثر بشكل مباشر بالمياه السطحية لتخلو من الأحياء التي لا يمكن لهذه الأشعة قتلها. الأشعة فوق البنفسجية غير مناسبة لمياه ذات مستويات عالية من العكارة أو ذات اللون أو إن وجدت مواد عضوية قابلة للذوبان (لأنها تسستخدم الأشعة لتتحلل فتصبح بالتالي غذاء سهلا للبكتيريا ويمكن لهذه المواد تتفاعل معها أو تمتصها فتحد من أداء التعقيم).

## مشاكل قد تحصل بسبب قلة جرعة المعقم أو زيادتها

### مشاكل تحدث بسبب قلة جرعة المعقم وكيفية التعامل معها
تعرف هذه الحالة عندما يمرض الإنسان ويتم تشخيصه من قبل المختص. وفي هذه الحالة يلزم تعقيم المياه. في الحالات الطارئة فقط يتم التدخل باستخدام الكلور المبيض السائل (الكلور المنزلي بالاسم الشائع)، وهي فقط استخدام طارئ حتى يتم العثور على سبب المشكلة وحله. يمزج المياه والكلور بالكميات الموضحة أدناه ومن ثم تترك لمدة ساعتين إلى 3 ساعات وتخزن المياه في خزان مغلق نظيف لحماية ضد إعادة التلوث. يرجى الانتباه إلى أنه يجب في هذه الحالة غلي الماء لمدة دقيقة إذا لم يكن عكرا أو لمدة خمس دقائق إن كانت فيه عكارة. ويجب التنويه أن الكلور أو أي معقم آخر متاحة لا تعمل بشكل كاف في المياه العكرة لأن الكلو يتفاعل مع الأجسام المعلقة وليس مع الأحياء الدقيقة. يتم إعادة الجرعة عند إضافة مياه جديدة أو عند مرور أسبوع (أيهما يأتي أولا).
```
(عند التركيز 2 جزء في المليون الكلور)
```

حجم الماء 1 غالون يحتاج إلى 5 قطرات
10 غالون يحتاج 0.5 ملعقة شاي
50 غالون مياه يحتاج إلى ملعقتين شاي
100 غالون مياه تحتاج إلى ملعقة طعام
500 غالون تحتاح إلى 5 ملاعق طعام
1000 جالون يحتاج إلى 0.75 كوب
كيفية حساب حجم المياه:
لحساب عدد الجالونات من الماء في وعاء من نوع مربع:
الحجم (غالونات) = 7.5 × الطول × العرض × الارتفاع
لحساب عدد الجالونات من الماء في وعاد اسطواني:
الحجم (غالونات) = 6 × القطر2 × الارتفاع
```
(ملاحظة أن الأطوال بالأقدام)
[
6
]
```

### مشاكل تحدث بسبب زيادة جرعة المعقم وكيفية التعامل معها
عند زيادة جرعة المعقم، يتم ملاحظة رائحة وطعم الكلور، وفي هذه الحالة يتم تعريض المياه للهواء لمدة 5 دقائق لتتبخر المواد الزائدة ومن ثم يتم غلي الماء لمدة دقيقة واحدة. يرجى الانتباه إلى عدم استنشاق المياه أو الغازات النابعة من هذه العملية والقيام بعملية التهوئة اللازمة.
ينوه إلى أن زيادة جرعة التعقيم يسبب على المدى الطويل أمراضا وربوا وقد يسبب مشاكل سرطانية

## مجالات البحث والتطوير
إيجاد مواد معقمة بديلة، مثلا أيونات الفضة (AG+) المشبعة في مرشحات السيراميك، أو التعقيم باستخدام الشمس، ايجاد طريقة للحد من مخلفات التعقيم وغيرها.

## اقرأ أيضا
- مرشحات المياه
- تحلية المياه
- المعالجة الأولية التقليدية للمياه
- المعالجة الأولية الحديثة للمياه
- مرشح النانو
- تبخير فجائي
- تناضح عكسي
- التقطير
- تطهير مياه المسابح